# 梅干野晁
梅干野 晁（ほやの あきら、1948年-）は、日本の建築工学者。放送大学客員教授、東京工業大学名誉教授。
専攻・専門は、建築学、都市・建築環境工学、環境設計。環境のリモートセンシング、ヒートアイランド現象、都市・建築緑化、クールスポット・パッシブソーラーシステムの専門家。

## 来歴
神奈川県生まれ。1971年東京工業大学工学部建築学科卒業。1976年同大学大学院博士課程修了、工学博士。
東京工業大学助手、九州大学助教授、東京工業大学助教授、同教授を経て、2013年放送大学教授、東京工業大学連携教授。
以下の学協会役会員を歴任。日本リモートセンシング学会会長、日本赤外線学会会長、日本ヒートアイランド学会会長等、日本学術会議連携会員。

### 経歴

#### 職歴
- 2012年4月 東京工業大学, 名誉教授
- 2012年4月 放送大学, 教授
- 2012年4月 東京工業大学, 連携教授
- 1998年4月 東京工業大学大学院, 総合理工学研究科環境理工学創造専攻, 教授
- 1993年7月 東京工業大学大学院, 総合理工学研究科環境物理工学専攻, 教授
- 1986年4月 東京工業大学大学院, 総合理工学研究科社会開発工学専攻, 助教授
- 1981年4月 九州大学, 大学院理工学研究科, 助教授
- 1986年4月 九州大学 大学院総合理工学研究科, 熱エネルギーシステム工学専攻, 助教授
- 1976年7月 東京工業大学, 工学部, 助手 [2]

#### 学歴
- 1973年4月 - 1976年3月東京工業大学大学院, 理工学研究科博士課程, 建築学専攻 博士号取得
- 1971年4月 - 1973年3月東京工業大学, 大学院理工学研究科修士課程, 建築学専攻
- 1967年4月 - 1971年3月東京工業大学, 工学部, 建築学科 [2]

#### 委員歴
- 2009年 日本ヒートアイランド学会, 顧問、会長、副会長
- 2009年 日本赤外線学会, 顧問、会長，副会長、理事、評議員
- 2008年 日本リモートセンシング学会, 理事、会長、副会長 、理事 、評議員
- 1990年 日本科学協会, 評議員、理事
- 2007年（社）日本建築学会, 理事、学会賞（作品）選考委員会委員、作品選奨選考委員会委員、学会賞（技術）選考委員会委員、学会賞（論文）選考委員会委員
- 1998年日本太陽エネルギー学会, 理事
- 1995年日本生気象学会, 評議員 屋上開発研究会, 理事 日本環境管理学会, 理事[2]

## 主たる著書
- 『住まいの環境デザイン』田中稲子 共編著 放送大学教育振興会 2018年3月
- 『ソーシャルシティ』 川原靖弘, 斎藤参郎 (担当:分担執筆, 範囲:第９章 赤外線放射カメラでまちの熱環境をとらえる pp.157-174 第10章 熱収支シミュレーションでまちの熱環境を予測・評価する pp.175-191) 放送大学教育振興会 2017年3月
- 『環境問題のとらえ方と解決方法』 岡田光正, 藤江幸一 (担当:分担執筆, 範囲:第12章 都市のヒートアイランド現象とその対策 pp.204-223)放送大学教育振興会 2017年3月
- 『地球とつながる暮らしのデザイン』 編者 小林光, 豊貞佳奈子 (担当:分担執筆, 範囲:熱があふれた街から涼しい街へ pp72-79)木楽舎 2016年5月
- 『ヒートアイランドの事典』 ヒートアイランド学会編, 編集委員長 朝倉書店 2015年
- 『グローバル化と私たちの社会』 原田順子, 北川由紀彦 放送大学教育振興会 2015年
- 『環境の可視化-地球環境から生活環境まで』 梅干野晁, 中村恭志 放送大学教育振興会 2015年
- 『スマートシティ時代のサルテナブル都市・建築デザイン』 日本建築学会編 (担当:共著, 範囲:第4章,4-2-4,ヒートアイランド解析と対策技術,)彰国社 2015年1月
- 『都市・建築の環境とエネルギー』 放送大学教育振興会 2014年 (ISBN: 9784595314957)
- 『REMOTE SENSING AN INTRODUCTORY TEXTBOOK』 EDITED BY, REMOTE SENSIN, SOCIETY, OF JAPAN丸善出版 2013年
- 『都市・建築の環境設計 熱環境を中心として』 数理工学社 2012年
- 『基礎からわかるリモートセンシング』 日本リモートセンシング学会編 理工図書 2011年
- 『農業技術体系 花卉編 Vol.3』 (社)農山漁村文化協会 2011年
- 『THE COOL CITY 脱ヒートアイランド戦略 緑水風を生かした建築・都市計画』 尾島俊雄, クールシティ・エコシティ普及促進勉強会 編著 建築技術 2010年
- 『建築の今ー17人の実践と展望』 建築資料研究社 2010年
- 『建築設計資料集成「環境編」』 丸善 2007年
- 『改訂版 住まい学入門』共著 分担第8章，第9章 放送大学教育振興会 2007年
- 『ヒートアイランドと建築・都市ー対策のビジョンと課題』共著 分担3章 ヒートアイランドの対策技術 日本建築学会 2007年
- 『まちづくり教科書』共著 第10巻「地球環境時代のまちづくり」2-3 まちを冷やす：心地よいまちづくり 2-3-1 ヒートアイランド現象と生活環境 日本建築学会 2007年
- 『立体緑化による環境共生ーその方法・技術から実施事例まで』 （株）ソフトサイエンス社 2005年
- 『地域環境デザインと継承』 共著・分担執筆 第5章 都市と地域の自然環境デザイン 5.1 緑化と地域微気候のデザイン，第6章 都市の熱環境・エネルギーシステムデザイン 6.1 都市の熱環境デザイン 彰国社 2004年
- 『建築環境設備学（新訂版）』 彰国社 2003年
- 『住計画論』（分担第５章，第６章 環境にやさしい快適な住まい（１），（２）） 放送大学教育振興会 2002年
- 『設計資料集成「総合編」』分担 日本建築学会編 2001年第13版 空気調和・衛生工学便覧 １ 基礎編 梅干野分担：1・2・2 都市環境問題 （社）空気調和・衛生工学会 2001年
- 『Sustainable Architectre in Japan 』(HOYANO: Analysis of the Urban Environment using Remote Sensing) WILEY-ACADEMY 2000年
- 『地球環境』（梅干野分担「建築外部空間の微気候」） ミサワホーム総合研究所 2000年
- 『Sustainable Architectre in Japan』 (HOYANO: Analysis of the Urban Environment using Remote Sensing) WILEY-ACADEMY 2000年
- 『もっと重視したい建物の熱的性能』 電気新聞 電力有効活用特集 1999年
- 『住まいの環境学（第３版）』 放送大学教育振興会 1998年
- 『住まいの環境学』 放送大学教育振興会 1998年
- 『建築環境工学用教材「環境編」(共著) 日本建築学会 1995年
- 『建築環境と可視化情報』（梅干野分担「第６章 都市環境と可視化情報」，「第９章 可視化・像処理ツール」） 理工図書 1995年
- 『建築学用語事典(共著) 日本建築学会 1993年
- 『建築環境学 ２』共著(担当「13章 植栽環境調整」) 丸善 1993年
- 『Officing環境考』(共著) リブロポート 1992年
- 『生気象学の事典』(共著) 日本生気象学会編 朝倉書店 1992年
- 『住宅のパッシブクーリング(自然を活かした涼しい住まいづくり) 』(共著) 森北出版株式会社 1991年
- 『住まいと環境』 放送大学教育振興会 1990年
- 『学術用語集(増訂版) 』(共著) 建築学会編M日本建築学会 1990年
- 『照明用語事典』(共著) 照明学会編,オーム社 1990年
- 『建築環境設備学』(共著) 彰国社 1988年
- 『太陽エネルギー利用ハンドブック』(共著) 日本太陽エネルギー学会 1985年
- 『パッシブ建築設計手法辞典』(共著) 彰国社 1983年
- 『住居論』(共著) 旺文社 1982年
- 『建築の省エネルギー計画』 日本建築学会編 彰国社 1981年
- 『照明実務構座テキスト』 5章 昼光照明(共著) 照明学会 1980年
- 『建築設計資料集成 4 単位空間II』(共著) 日本建築学会編 丸善 1980年
- 『建築設計資料集成6 建築-生活』(共著) 日本建築学会編 丸善 1979年